# Bombylius argentarius
Bombylius argentarius är en tvåvingeart som beskrevs av Seguy 1934. Bombylius argentarius ingår i släktet Bombylius och familjen svävflugor.
Artens utbredningsområde är Tunisien. Inga underarter finns listade i Catalogue of Life.